# Lhokseumawe
Lhokseumawe  (indonésien : Kota Lhokseumawe, aceh : Lhôk Seumaw‘è, jawi : لهوکسيوماوي‎), est la deuxième plus grande ville du District Spécial d'Aceh, au nord de Sumatra, en Indonésie. Située entre Banda Aceh et Medan, la localité couvre une superficie de 181,06 km2 pour une population estimée à 171 163 habitants en 2010.

## Histoire
« Lhokseumawe » provient des mots Lhok (profond) et Seumawe.